# Étoile FC
Der Étoile Football Club war ein Fußballverein, der von 2010 bis 2011 in der ersten singapurischen Liga, der S. League, spielte.

## Geschichte
Der Verein wurde 2010 von dem ehemaligen Mittelfeldspieler von Gombak United Johan Gouttefangeas gegründet. Er war bis Mitte 2011 Vorsitzender dieses Vereins. Der Verein war die erste Mannschaft von Spielern, die alle in Europa geboren waren; hauptsächlich bestand die Mannschaft aus Spielern französischer Herkunft. Im Juni 2011 gab er den Vorsitz an Hicham Moudden ab. 2010 gewann die Mannschaft die singapurische Meisterschaft. Ein Jahr später gewann das Team den Singapore League Cup. Das Endspiel gegen Woodlands Wellington gewann Étoile mit 3:1.
Étoile FC zog sich für die Saison 2012 aus der Liga zurück, um sich auf den Breitenfußball und die Nachwuchsförderung zu konzentrieren.

## Erfolge
- S. League: 2010
- Singapore League Cup: 2010

## Stadion

Queenstown Stadium (2020)

Der Verein trug seine Heimspiele im Queenstown Stadium aus. Das Stadion hat ein Fassungsvermögen von 5000 Personen.
Koordinaten: 1° 17′ 44,9″ N, 103° 48′ 9″ O

## Saisonplatzierung
| Saison | Liga      | Liga  | Liga   | Liga | Liga | Liga | Liga  | Liga   | Liga     | Pokal         | Pokal                |
| Saison | Liga      | Level | Spiele | S    | U    | N    | Tore  | Punkte | Position | Singapore Cup | Singapore League Cup |
| ------ | --------- | ----- | ------ | ---- | ---- | ---- | ----- | ------ | -------- | ------------- | -------------------- |
| 2010   | S. League | 1     | 33     | 21   | 7    | 5    | 54:23 | 70     | 1.       | 3. Platz      | Sieger               |
| 2011   | S. League | 1     | 33     | 21   | 4    | 8    | 65:36 | 65     | 5.       | 3. Platz      | Viertelfinale        |

## Spieler

### Saison 2010
| Nr. |               | Position | Name               |
| --- | ------------- | -------- | ------------------ |
| 1   | Frankreich    | TW       | Yohann Lacroix     |
| 2   | Frankreich    | AB       | Andrea Damiani     |
| 4   | Algerien      | MF       | Khaled Kharroubi   |
| 5   | Frankreich    | AB       | Loïc Leclercq      |
| 6   | Frankreich    | AB       | Mansour Lakehal    |
| 7   | Frankreich    | MF       | Cyril Bagnost      |
| 8   | Frankreich    | MF       | Mouty Ousseni      |
| 9   | Frankreich    | ST       | Matthias Verschave |
| 10  | Frankreich    | MF       | Leeroy Anton       |
| 11  | Frankreich    | AB       | Karim Boudjema     |
| 12  | Guinea-Bissau | ST       | Frédéric Mendy     |

| Nr. |                              | Position | Name                 |
| --- | ---------------------------- | -------- | -------------------- |
| 13  | Frankreich                   | MF       | Kevin Yann           |
| 14  | Kamerun                      | AB       | Daniel N'na          |
| 16  | Frankreich                   | TW       | Brice Morandini      |
| 17  | Frankreich                   | MF       | Flavien Michelini    |
| 18  | Frankreich                   | MF       | Julien Delétraz      |
| 19  | Frankreich                   | ST       | Anthony Moulin       |
| 20  | Zentralafrikanische Republik | MF       | Serge Souchon-Koguia |
| 21  | Frankreich                   | ST       | Jean-Charles Blanpin |
| 22  | Frankreich                   | AB       | Nordine Talhi        |
| 23  | Frankreich                   | TW       | Mathieu Delahaigue   |
| 24  | Frankreich                   | MF       | Stephane N'Cho       |

### Saison 2011
| Nr. |                              | Position | Name              |
| --- | ---------------------------- | -------- | ----------------- |
| 1   | Frankreich                   | TW       | Antonin Trilles   |
| 2   | Frankreich                   | AB       | Andrea Damiani    |
| 4   | Frankreich                   | AB       | Anthony Aymard    |
| 5   | Zentralafrikanische Republik | AB       | Franklin Anzité   |
| 7   | Frankreich                   | ST       | Kevin Lefranc     |
| 8   | Frankreich                   | MF       | Theo Raymond      |
| 9   | Frankreich                   | ST       | Jonathan Toto     |
| 10  | Guinea-a                     | ST       | Mohamed Doumbouya |
| 10  | Frankreich                   | MF       | Stan Fougeroud    |
| 11  | Frankreich                   | MF       | Maxime Belouet    |
| 12  | Frankreich                   | AB       | Sirina Camara     |
| 13  | Frankreich                   | TW       | Anthony Pallares  |

| Nr. |                              | Position | Name                 |
| --- | ---------------------------- | -------- | -------------------- |
| 14  | Mauritius                    | ST       | Jonathan Justin      |
| 15  | Frankreich                   | MF       | Julien Durand        |
| 16  | Frankreich                   | MF       | Wilson Grosset       |
| 17  | Frankreich                   | MF       | Kamel Chaaouane      |
| 18  | Frankreich                   | MF       | Jean-Charles Blanpin |
| 19  | Frankreich                   | ST       | Anthony Moulin       |
| 20  | Zentralafrikanische Republik | MF       | Serge Souchon-Koguia |
| 21  | Marokko                      | MF       | Hicham Bouchemlal    |
| 22  | Frankreich                   | AB       | Nordine Talhi        |
| 23  | Frankreich                   | AB       | Selim Kaabi          |
| 24  | Franzosisch-Guayana          | TW       | Hadama Bathily       |
| 25  | Kamerun                      | AB       | Pierre Nlate         |

## Trainer von 2010 bis 2011
| Name            | Zeit bei Etoile FC | Zeit bei Etoile FC |
| Name            | von                | bis                |
| --------------- | ------------------ | ------------------ |
| Patrick Vallée  | 1. Januar 2010     | 14. Januar 2011    |
| Guglielmo Arena | 1. Januar 2011     | 31. Dezember 2011  |

## Beste Torschützen von 2010 bis 2011
| Saison | Name           | Tore |
| ------ | -------------- | ---- |
| 2010   | Frédéric Mendy | 21   |
| 2011   | Jonathan Toto  | 12   |